# UB-41号潜艇
陛下之UB-41号艇是德意志帝国海军于第一次世界大战期间建造的其中一艘UB-II型近岸潜艇或称U艇。它由汉堡的布洛姆与福斯船厂承建，于1916年5月6日下水，至同年8月25日交付使用。其艇载武器包括两具500毫米的艇艏鱼雷发射管以及一门88毫米口径甲板炮。UB-41号曾先后被部署至北海和波罗的海，并参与了大西洋潜艇战。在总共13次巡逻期间，该艇累计击沉了8艘协约国或中立国商船，容积总吨为8387吨。1917年10月5日，UB-41号在斯卡布罗北部海域触雷沉没，艇内24名官兵全数阵亡。

## 设计
第一次世界大战爆发后，随着U艇战形势的发展，UB-I型潜艇排水量过小、适航性不佳、推进系统可靠性低等问题愈发凸显。其水面航速甚至追不上商船，以5節（9.3每小時）航速潜航1小时后，蓄电池电能便会耗尽。它们甚至无力应对多佛尔海峡8至10節（15至19每小時）的海流。为此，潜艇监察局于1915年4月研发了UB-I型潜艇的放大版——UB-II型，并由德国国家海军办公室委托两家造船厂建造。其中UB-41号是由汉堡布洛姆与福斯船厂承建的第二批次的第十二艘艇，于1916年5月6日下水。
与前一批次的UB-II型艇相比，UB-41号的水面及水下排水量分别增至274吨和303吨，全长增至36.90米，艇体采用单壳体加鞍形水柜构造。由于突破了铁路限界，舷宽也得以增至4.37米。该艇采用双桨驱动，其主机为两台科尔庭六缸四冲程270匹公制馬力（200千瓦特）柴油机用于水面运行，以及两台280匹公制馬力（210千瓦特）的西门子-舒克特电动发电机用于水下航行；水面最高航速9.06節（16.78每小時），水下5.71節（10.57每小時）；能够在水面以5节航速续航7,030海里（13,020），或以4節（7.4每小時）连续在水下航行45海里（83）而无需充电。蓄电池被放置在中央潜柜的前方，以配平更重的发动机安装。其最大潜水深度为50米，潜没需时为30－45秒。
UB-41号的主武器为两具500毫米艇艏鱼雷发射管，采用层叠式布局，以实现可以创造最佳表面效率的舷弧设计；鱼雷携带量为4枚，威力亦显著提高。辅助武器是一门88毫米30倍径速射炮。司令塔增加了一具潜望镜，并配备了1根两段式可伸缩通信桅杆，前水平舵外形也做了调整。其标准船员编制为2名军官加21名水兵。

## 服役历史
1916年8月25日，UB-41号在首次担任艇长的海军中尉弗里德里希·卡尔·西夏特·冯·西夏茨霍芬的指挥下正式入役，随即展开海试。完成海试后，该艇曾先后被编入驻北海的第二区舰队和驻波罗的海的第五区舰队，并参与了大西洋潜艇战。在其13次巡逻中，共计击沉8艘协约国或中立国商船，容积总吨为8387吨，其中包括1917年9月8日在罗宾汉湾附近以鱼雷击沉的威廉·科里与子公司煤船哈罗号（SS Harrow，1777总吨）。
UB-41号于1917年10月5日被报失踪。同一天，人们在英国的斯卡布罗海岸观测到一次大爆炸，据信是UB-41号，但不清楚它是在英国人于一个月前布设的雷区内触雷，还是因导航出错而误入了德国人于7月布设的雷区。潜艇的残骸于1989年在距离罗宾汉湾东北偏东约8海里（15）的54°27′50″N 00°17′37″W / 54.46389°N 0.29361°W处被寻获，并于1997年和2003年进行了调查并确认身份。其艇体大致完整，轮廓清晰，并有一枚鱼雷留存在发射管原位。惟左舷螺旋桨部分埋地，右舷螺旋桨脱离海床。左舷显示出遭到爆炸破坏的痕迹。残骸的尺寸约为17米宽。

## 袭击历史摘要
| 日期           | 船名         | 船籍 | 吨位 | 结局       |
| -------------- | ------------ | ---- | ---- | ---------- |
| 1916年11月21日 | 泰霍尔门号   | 挪威 | 259  | 缴作战利品 |
| 1917年1月18日  | 塞特斯号     | 英国 | 139  | 击伤       |
| 1917年4月19日  | 娓舟蛾号     | 挪威 | 1124 | 击沉       |
| 1917年5月22日  | 提灯号       | 英国 | 2299 | 击沉       |
| 1917年5月23日  | 君主号       | 挪威 | 1318 | 击沉       |
| 1917年6月12日  | 阿尔文号     | 英国 | 73   | 击沉       |
| 1917年6月13日  | 西尔弗伯恩号 | 英国 | 284  | 击沉       |
| 1917年6月14日  | 安根泰尔号   | 丹麦 | 1359 | 击沉       |
| 1917年8月6日   | 护身符号     | 英国 | 153  | 击沉       |
| 1917年9月8日   | 哈罗号       | 英国 | 1777 | 击沉       |
| 1917年10月3日  | 克莱德布雷号 | 英国 | 502  | 击伤       |

## 脚注
1. 1 2  Rössler，第64頁.
2. 1 2 3 4 5 6  Gröner 1991，第23-25頁.
3. 1 2 3  Rössler，第65頁.
4. 1 2  Helgason, Guðmundur. . German and Austrian U-boats of World War I - Kaiserliche Marine - Uboat.net.   [2015-02-02].
5. ↑  Helgason, Guðmundur. . German and Austrian U-boats of World War I - Kaiserliche Marine - Uboat.net.   [2015-02-02].
6. ↑  Helgason, Guðmundur. . German and Austrian U-boats of World War I - Kaiserliche Marine - Uboat.net.   [2015-02-02].
7. 1 2 3  陈进，第47頁.
8. 1 2  Helgason, Guðmundur. . German and Austrian U-boats of World War I - Kaiserliche Marine - Uboat.net.   [2022-04-01].
9. ↑  Rössler，第50頁.
10. 1 2  Helgason, Guðmundur. . German and Austrian U-boats of World War I - Kaiserliche Marine - Uboat.net.   [2015-02-02].
11. ↑  Helgason, Guðmundur. . German and Austrian U-boats of World War I - Kaiserliche Marine - Uboat.net.   [2022-04-01].
12. ↑  Howell & Croce，第4頁.
13. ↑  Howell & Croce，第5頁.
14. ↑  . Heritagegateway.   [2022-04-01]. （原始内容存档于2022-04-01）.